# Psalmodia (liturgia)
Psalmodia, psalmodia brewiarzowa,  zasadnicza część liturgii godzin stanowiąca jej trzon - śpiew o charakterze swobodnym, układ psalmów, ich intonowanie i śpiewanie. Kościół przejął je z Księgi Psalmów Starego Testamentu. 
W ramach każdej godziny kanonicznej przewidziany jest cykl psalmów, który wykonywany jest według ustalonych wzorów - tonacji psalmu, pomiędzy hymnem a czytaniem. W psalmodii następował jakby dialog pomiędzy solistą śpiewającym psalm, a zespołem (chórem), który dopowiadał tzw. respons.
Początki psalmodii sięgają I wieku. Pierwsze psalmodia powstały w Antiochii, najdawniejszym ośrodku chrześcijańskiej kultury muzycznej. Początkowo były to proste, monotonne recytacje psalmów. Z czasem zostały przekształcone w śpiew tekstów psalmów, czyli psalmodie recytatywne, bogate w ornamentykę melodyczną, czyli w melizmaty. Z upływem lat psalmodia przybrały charakter śpiewu antyfonalnego, w którym występowały dwa dialogujące chóry, męski i żeński. Wzbogacił on dotychczasowe śpiewy recytatywne.
Dalszy postęp kultury wokalnej i muzycznej przyniósł początki śpiewu responsorialnego, polegającego na tym, że kolejne zwrotki pieśni wykonywał śpiewak-solista, a refren odśpiewywał chór. Pieśni responsorialne opierały się na improwizacji, widocznej zwłaszcza w melizmatach i ułatwianej swobodnym rytmem oraz brakiem schematów. Charakteryzowały je szerokie łuki melodii, czyli rozciąganie zgłoski wyrazowej zamiast jej normalnej wymowy, właściwej dla śpiewaków starogreckich.